# Боевой континент
Боевой континент (кит. упр.: 斗罗大陆; пиньинь : Dòu Luó Dà Lù, также известен как Континент Доуло) — китайский телесериал, аниме в жанре фэнтези боевые искусства, приключения, снятый по мотивам романа Тан-Цзя Саньшао «Боевой континент», вышедший в эфир 5 февраля 2021 года на телеканале CCTV-8. Главные роли исполнили Сяо Чжань и У Сюаньи.

## Сюжет
Тан Сан ещё в детстве потерял мать и живёт с пьющим отцом, обучаясь кузнечному делу. Позже Су Юньтао из Духовного Храма, посещавший деревню Святого Духа, помогает Тан Сану пробудить способности. Теперь он собирается стать сильнее, чтобы раскрыть тайны своей семьи.
В академии Шрек Тан Сан встречает новых товарищей, становясь «Семью Монстрами Шрека». Вместе они станут сильнейшими на континенте Доуло.

## Актёрский состав
| Персонаж                          | Актёр         | Актёр дубляжа |
| --------------------------------- | ------------- | ------------- |
| Тан Сан                           | Сяо Чжань     | Сяо Чжань     |
| Сяо Ву                            | У Сюаньи      | Цяо Шиюй      |
| Дай Мубай                         | Гао Тайю      | Вэй Чао       |
| Чжу Чжуцин                        | Лю Мэйтонг    | Ли Шимэн      |
| Ма Хунцзюнь                       | Ао Цзыи       | Су Шанцин     |
| Оу Сикэ (вариант перевода: Оскар) | Лю Руннан     |               |
| Нин Ронрон                        | Дин Сяоин     | Лю Цин        |
| Ху Лина                           | Хуань Цанкань | Лу Сиран      |
| Юй Сяоган                         | Чэн Йиру      | Ван Кай       |
| Флэндер                           | Цю Синчжи     | Цю Синчжи     |
| Тан Хао                           | Чун Цзинтао   | Сюань Сяомин  |

## Музыкальное сопровождение
| Название композиции                 | Оригинальное название | Певец                         | Примечание                   | Ссылки |
| ----------------------------------- | --------------------- | ----------------------------- | ---------------------------- | ------ |
| Standing Proudly in the Clouds      | 傲立云端              | Гао Тайю, Ао Цзыи, Лю Жуннань | Начальная заставка           | [ 3 ]  |
| Star River                          | 星河                  | У Сюаньи                      | Завершающая заставка         | [ 3 ]  |
| Youth on Horseback                  | 策马正少年            | Сяо Чжань                     | Эпизодическая песня          | [ 3 ]  |
| Бесстрашный                         | 无畏                  | Шин                           | Музыкальная тема Тан Саня    | [ 3 ]  |
| Despair Love                        | 绝恋                  | Анджела Чан                   | Тема Сяо У                   | [ 3 ]  |
| Под небом                           | 苍穹之下              | Лю Юнин                       | Тема Дай Мубая               | [ 3 ]  |
| Snow Falls into the Secluded Bamboo | 雪落幽竹里            | Лю Босинь (Lexie) (刘柏辛)    | Тема Чжу Чжуцин              | [ 3 ]  |
| Сальфус                             | 樽海鞘                | Лю Руннан, На Укере           | Тема Ао Сики                 | [ 3 ]  |
| Капризный                           | 任性                  | Шань Ичунь                    | Тема Нин Ронрон              | [ 3 ]  |
| Dash                                | 闯                    | Spareribs leader (排骨教主)   | Тема Ма Хунцзюня             | [ 3 ]  |
| Академия Ши Лань Кэ                 | 史兰客学苑            | BonBon Girls 303              | Тема Семи Демонов Ши Лань Кэ | [ 3 ]  |

## Трансляция

### Китай
Телесериал транслируется на центральном телевидении Китая с 5 по 28 февраля 2021 года в 12:00 по пекинскому времени, а с 11 по 19 февраля, в праздничные дни в связи с Китайским Новым годом, показывается по две серии в день. Также показ ведётся на Tencent Video и на международной версии платформы — WeTV. Примечательно, что уже на 10-й день показа, то есть 14 февраля количество просмотров только на китайской версии Tencent Video превысило 1 миллиард. На 17-й день количество просмотров на Tencent Video превысило 2 миллиарда. 27 февраля, на 23-й день, показа количество просмотров на платформе достигло 3 миллиардов. 10 марта 2021 просмотры достигли 4 миллиардов. 30 марта количество просмотров достигло 5 миллиардов.
Телесериал повторно транслируется в Китае в вечернее время на CCTV-8 с 27 февраля 2021 года.

### Малайзия
Также с 20 февраля 2021 года сериал транслируется на малайзийском телеканале Astro 全佳 HD (Astro Quan Jia HD) в прайм-тайм в 19:00 каждый день до завершения сериала, а также показывается повтор серий в 08:00, 02:00, 17:00 и 12:00.

### Республика Корея
С 5 апреля 2021 года сериал транслируется в Южной Корее на телеканале AsiaUHD.